# Sygnalizacja R2
System sygnalizacji R2 – system sygnalizacji skojarzony z kanałem. Służy do przekazywania informacji pomiędzy dwoma przełącznikami telekomunikacyjnymi w celu zestawienia połączenia. Pomimo iż protokół ten został stworzony w latach 60. XX wieku, jest wciąż używany w niektórych krajach Azji, a także Ameryki Łacińskiej.
Sygnalizacja R2 składa się z dwóch głównych działów:
- sygnalizacji liniowej,
- sygnalizacji rejestrowej.

## Sygnalizacja liniowa
Sygnalizacją liniową zajmuje się grupa protokołów odpowiedzialnych za zajmowanie i zwalnianie zasobów podczas próby zestawienia połączenia telekomunikacyjnego. Do tego celu wykorzystywane są głównie tylko dwa pierwsze bity informacji sygnalizującej. Są to bity A i B, pozostałe bity C oraz D nie mają przypisanej szczegółowej funkcji. Ich wartości różnią się pomiędzy poszczególnymi krajami korzystającymi z tego systemu.
Sygnalizacje liniową możemy podzielić na trzy różne typy:
- analogową – zgodną z normą ITU-U Q.411, w której wykorzystywana jest sygnalizacja poza pasmem;
- cyfrową – zgodną z normą ITU-U Q.421, która może być wykorzystywana w łączach dwukierunkowych. W wersji tej używa się sygnalizacji poza szczeliną czasową. Podczas sygnalizacji cyfrowej wykorzystać można zarówno łącza dwu- jak i czteroprzewodowe;
- impulsowe – ten rodzaj sygnalizacji wykorzystywany jest najczęściej w łączach satelitarnych.

## Sygnalizacja rejestrowa
Sygnalizacją rejestrową zajmuje się grupa protokołów odpowiedzialnych za transport informacji adresowej podczas fazy zestawiania połączenia.
Pomimo iż system ten został stworzony do zestawiania połączenia używając narzędzi elektromechanicznych, w latach 70. wprowadzono udogodnienia, które pozwoliły zaadaptować system także na platformach w pełni elektronicznych, takich jak np. PCM.
Sygnalizacja rejestrowa wykorzystuje zalety sygnalizacji w paśmie.
Do sygnalizacja wykorzystuje się 4 główne grupy wiadomości:
- sygnały nadawane w przód dzielą się na grupę I, II, III,
  - grupa pierwsza (I) składa się z sygnałów otrzymywanych podczas początkowej fazy inicjalizacji połączenia,
  - grupa trzecia (III) wykorzystywana jest podczas procedury numer taryfy połączenia,
- sygnały nadawane wstecz dzielą się również na trzy grupy oznaczane wielkimi literami alfabetu A, B, C,
  - grupa B nadawana jest jako wskazanie zakończenia połączenia.

## Literatura
- Andrzej Jajszczyk: Wstęp do telekomutacji. Warszawa: Wydawnictwa Naukowo-Techniczne, 2000, s. 416. ISBN 83-204-2600-6.